# لی دونگ ووک
لی دونگ-ووک (به کره‌ای: 이동욱) (به انگلیسی: Lee Dong-wook) زادهٔ ۶ نوامبر ۱۹۸۱، بازیگر اهل کره جنوبی است. از شناخته شده‌ترین نقش‌های وی می‌توان به مجموعه‌های تلویزیونی دوست دختر من (سال ۲۰۰۵)، بوی خوش یک زن (سال ۲۰۱۱)، فراری از قصر (۲۰۱۳) پادشاه هتل (سال ۲۰۱۴)، گابلین (سال‌های ۲۰۱۶–۲۰۱۷)، نوازش قلبت (۲۰۱۹)، افسانه روباه نه دم (۲۰۲۰) و بد و دیوانه (۲۰۲۱)، افسانه نه دم ۱۹۳۸ (۲٠۲۳) فروشگاهی برای قاتلان (۲۰۲۴)و بیمه طلاق(۲۰۲۵) اشاره کرد.
او هم اکنون یکی از درخشان ترین بازیگران کره جنوبی می باشد

## حرفه
لی دونگ-ووک حرفه بازیگری را در سال ۱۹۹۹ شروع کرد، و در تعدادی از سریال‌های تلویزیونی شرکت نمود که در سال ۲۰۰۵ سریال کمدی رمانتیک دوست دختر من با بازی وی مورد استقبال فراوان قرار گرفت. این سریال در زمان پخش به یک سریال پربیننده و موفق چه در داخل کشور چه در سراسر آسیا تبدیل شد، و لی را به ستاره موج کره‌ای تبدیل کرد. پس از آن او در سریال نویر لادولچه ویتا (۲۰۰۸)، شریک کمدی قضایی (2009), ملودرام بوی خوش یک زن (2011), رام کام بیسبالی عشق وحشی (2012), فیلم هیجان انگیز فراری چوسون (2013), و درام انتقام جویانه پادشاه هتل، که در آن او به همراه همبازی خود در سریال دوست دختر من، لی دا-هه ایفای نقش کرد (2014). وی سپس در سریال فانتزی-اکشن مرد تیغه‌ای و درام عاشقانه آدامس بادکنکی نقش آفرینی  نمود.
در نوامبر ۲۰۱۱، لی دونگ ووک با سازمان استعدادیابی کینگ کنگ سرگرمی، که همچنین مدیریت بازیگران دیگری چون Lee Kwang-soo و Lee Chung-ah و کیم سون-آ را بعهده دارد، قرارداد امضا کرد.
لی دونگ ووک و کمدین Shin Dong-yup به عنوان مجری‌های برنامه تالک شوی قلب قوی از مارس ۲۰۱۲ تا ژانویه ۲۰۱۳ انتخاب شدند. لی همچنین به برنامه ریلیتی شو روم میت که از ۲۰۱۴ الی ۲۰۱۵ پخش شد پیوست.
از ۲۰۱۶ الی ۲۰۱۷ لی در کنار گونگ یو در درام فانتزی-عاشقانه کیم ایون-سوک، نگهبان: خدای بزرگ و تنها ایفای نقش کرد. این درام بسیار موفق بود، و همراه با موفقیت آن در تجدید حیات حرفه بازیگری لی دونگ ووک تأثیرگذار بود.

## زندگی شخصی

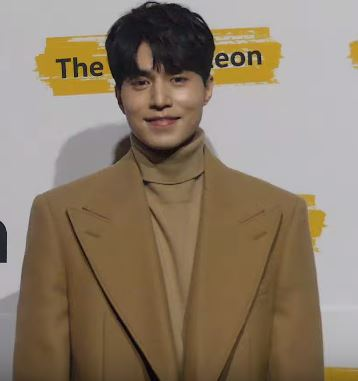
عکس در مراسم راه اندازی Arteon در خانه هنر و سبک زندگی

در ۸ مارس ۲۰۱۸ اعلام شد که سوزی و لی دونگ ووک باهم قرار می‌گذارند که توسط کمپانی هر دو طرف تأیید شد که آن‌ها به تازگی در حال شناختن یکدیگر هستند. در ۲ ژوئیه سال ۲۰۱۸ کمپانی لی دونگ ووک و سوزی اعلام کردند که پس از ۴ ماه این دو باهم کات کرده‌اند و دیگر رابطه ندارند. ظاهراً بهم خوردن رابطه آن‌ها بخاطر مشغولیت‌های کاری هردو بوده‌است. در سال ۲۰۲۲ شایعه شد که او به بازیگر جو بو آه (هم‌بازی اش در سریال افسانه نه دم) قرار میگذارد این خبر توسط آژانس هر دو رد و تکذیب شد.

## ترانه‌شناسی

### تک‌آهنگ‌ها
| سال  | عنوان آهنگ             | آلبوم                | یادداشت                       | ارجاع  |
| ---- | ---------------------- | -------------------- | ----------------------------- | ------ |
| ۲۰۰۷ | "زن و شوهر ایده‌آل"     | زن و شوهر ایده‌آل OST | با هیون جوان                  |        |
| ۲۰۰۸ | "یک روز در سال (skit)" | همه چیز در مورد تو   | Suho روایت توسط Lee Dong-wook | [ ۳۲ ] |
| ۲۰۱۱ | «ما دوباره»            | بوی خوش یک زن OST    | با کیم سون                    |        |

## جوایز و نامزدی‌ها
| سال  | جایزه                                   | نوع                                                    | عنوان نامزدی           | نتیجه     | ارجاع  |
| ---- | --------------------------------------- | ------------------------------------------------------ | ---------------------- | --------- | ------ |
| ۱۹۹۹ | جوایز مدل V-NESS                        | جایزه بزرگ                                             |                        |           |        |
| ۲۰۰۱ | نهمین دوره محبوب‌ترین جوایز سرگرمی کره   | بازیگر نسل جدید                                        |                        |           |        |
| ۲۰۰۲ | دهمین دوره محبوب‌ترین جوایز سرگرمی کره   | بهترین بازیگر جدید تلویزیون                            | Loving You             | برنده     |        |
| ۲۰۰۳ | SBS Drama Awards                        | New Star Award                                         | Land of Wine           | برنده     |        |
| ۲۰۰۳ | SBS Drama Awards                        | Best Supporting Actor                                  | Land of Wine           | نامزدشده  |        |
| ۲۰۰۹ | KBS Drama Awards                        | Excellence Award, Actor in a Miniseries                | Partner                | نامزدشده  | [ ۳۳ ] |
| ۲۰۱۱ | 8th Cosmopolitan Beauty Awards in China | Most Attractive Actor in Asia                          | —                      | برنده     | [ ۳۴ ] |
| ۲۰۱۱ | 18th South Korea, Japan Culture Awards  | Grand Prize, Cultural Diplomacy category               | —                      | برنده     | [ ۳۵ ] |
| ۲۰۱۱ | SBS Drama Awards                        | Top 10 Stars                                           | Scent of a Woman       | برنده     |        |
| ۲۰۱۱ | SBS Drama Awards                        | Top Excellence Award, Actor in a Weekend Drama         | Scent of a Woman       | برنده     | [ ۳۶ ] |
| ۲۰۱۲ | SBS Entertainment Awards                | Best Newcomer, MC category                             | Strong Heart           | برنده     | [ ۳۷ ] |
| ۲۰۱۲ | SBS Entertainment Awards                | Best Couple Award with Shin Dong-yup                   | Strong Heart           | برنده     |        |
| ۲۰۱۲ | KBS Drama Awards                        | Excellence Award, Actor in a Miniseries                | Wild Romance           | نامزدشده  | [ ۳۸ ] |
| ۲۰۱۳ | PC LADY & Tudou Fashion Awards          | Asia Fashion Star Award                                | —                      | برنده     | [ ۳۹ ] |
| ۲۰۱۳ | KBS Drama Awards                        | Excellence Award, Actor in a Mid-length Drama          | The Fugitive of Joseon | نامزدشده  | [ ۴۰ ] |
| ۲۰۱۴ | 9th Asia Model Festival Awards          | Fashionista Award                                      |                        | برنده     | [ ۴۱ ] |
| ۲۰۱۴ | 3rd APAN Star Awards                    | Top Excellence Award, Actor in a Serial Drama          | Hotel King             | نامزدشده  | [ ۴۲ ] |
| ۲۰۱۴ | MBC Drama Awards                        | Top Excellence Award, Actor in a Special Project Drama | Hotel King             | نامزدشده  | [ ۴۳ ] |
| ۲۰۱۷ | ۵۳مین مراسم اهدای جوایز هنری بکسانگ     | محبوب‌ترین بازیگر مرد                                   | گابلین                 | نامزدشده  |        |
| ۲۰۱۷ | 5th Annual DramaFever Awards            | Best Supporting Actor                                  | گابلین                 | برنده     | [ ۴۴ ] |
| ۲۰۱۷ | 10th Korea Drama Awards                 | Top Excellence Award, Actor                            | گابلین                 | نامزدشده  | [ ۴۵ ] |
| ۲۰۱۷ | 3rd Fashionista Awards                  | Global Icon                                            | —                      | در انتظار | [ ۴۶ ] |